# Espace urbain de Saint-Pol-de-Léon
L'espace urbain de Saint-Pol-de-Léon est un espace urbain français centré autour de la ville de Saint-Pol-de-Léon, dans le département du  Finistère. Par la population, c'est le 93° (numéro INSEE : 4R) des 96 espaces urbains français. En 1999, sa population était de 12 804  habitants sur une superficie de 37,68 km2.

## Caractéristiques
D'après la délimitation établie par l'INSEE en 1999, cet espace urbain est identique à l'aire urbaine de Saint-Pol-de-Léon : 3 communes, toutes urbaines. 
C'est un espace urbain unipolaire, qui ne peut donc pas comporter de communes multipolarisées.